# 阿富汗和平与进步战士联盟
阿富汗和平与进步战士联盟（羅馬化：Itifaq-e Mubarezan-e Solh wa Taraqi-ye Afghanistan）是阿富汗历史上的一个政治组织，由扎曼·古尔·德哈提领导，起源于阿富汗劳动者组织中的一个异见派系。该组织大约在1988年—1989年期间加入由阿富汗人民民主党领导的左翼-民主党派联盟。
在1990年代的大部分时间里，该组织主要处于流亡状态，并与设在喀布尔的联合国阿富汗问题特别使团办公室建立联络关系。该组织曾受邀参加2001年在德国波恩举行的会议，但由于联合国特别使团的方针变化，该组织在会议中被降格为观察员。波恩会议的其他与会者于次年组成了“和平与民主保卫者委员会”，但由于当时该组织在阿富汗境内缺乏组织基础，因此未加入该委员会。2003年1月，该组织与和平与民主保卫者委员会及其他组织一道，共同加入在巴基斯坦伊斯兰堡成立的“阿富汗争取民主民族阵线”。